# Phrygionis cruorata
Phrygionis cruorata är en fjärilsart som beskrevs av W. Warren 1905. Phrygionis cruorata ingår i släktet Phrygionis och familjen mätare. Inga underarter finns listade i Catalogue of Life.